# Riga Black Balsam
 Der er for få eller ingen kildehenvisninger i denne artikel, hvilket er et problem. Du kan hjælpe ved at angive troværdige kilder til de påstande, som fremføres i artiklen.

Riga Black Balsam (lettisk: Rīgas Melnais balzams) traditionel lettisk krydret sort bittersød likør fremstillet af 24 ingredienser: urter, krydderier, brændt sukker, honning, blomster og bær med en alkoholprocent på 45%. Produktet produceres af det lettiske Latvijas Balzams.
Navnet "balsam" refererer til, at den oprindelig er et lægemiddel. Den er Letlands nationaldrik og er en af verdens mest udbredte bitter. Blandt danskere er Riga Balsam kendt blandt sømænd i havnebyerne, og i skipperbyen Marstal på Ærø er drikken særligt udbredt. I flere år i træk var SuperBrugsen i Marstal Danmarks eneste importør af Riga Balsam. Brugsen sendte dog balsammen ud i resten af landet.
Fremstillingsrecepten er hemmelig og består af 24 ingredienser. De kendte er Ensian, Peru balsam (Myroxylon balsamum), birkeknopper, honning, volverlej, (arnica montana) baldrian, pebermynte, havemalurt, kalmusrod, blåbær, hindbær, egebark, appelsinskal, ingefær, muskatnød og peber. 
Den første lagring foregår i egefade. Drikken angives at hjælpe mod fordøjelsesproblemer og mange andre skavanker.
I dag fremstilles Rīgas Melnais balzams af firmaet Latvijas Balzams og sælges bl.a. i håndlavede stentøjsflasker.[kilde mangler]

## Historie
Riga apotekeren Abraham Kunze fremstillede ved hjælp af gamle apotekerrecepter omkring 1750 Kunzer Balsam. Siden fremstillede Wolfschmidts Destilleri i Riga gennem generationer Riga Balsam og distribuerede den i keramikflasker.[kilde mangler]
Ifølge legenden kunne Kunze 1752 helbrede kejserinde Katharina 2. af Ruslands mavepine ved at hun jævnligt drak Riga Balsam under et ophold i Riga, og snart blev drikken en af favoritterne ved det russiske hof og over hele Europa. Navnet "balsam" refererer også til at drikken egentlig er et lægemiddel.[kilde mangler]
De danske Østersø-sejlskibe havde den med i skibsmedicin-kisten som et universalmiddel både til udvortes og indvortes brug. Den blev brugt til desinficering af sår, mod mavepine og tømmermænd. I dag er det kun handelsskibe fra Marstal, der stadig har Riga Balsam i medicin-skabet.[kilde mangler]